# Моро (Тревизо)
Моро је насеље у Италији у округу Тревизо, региону Венето.
Према процени из 2011. у насељу је живело 590 становника. Насеље се налази на надморској висини од 76 м.